# Cratichneumon rufifrons
Cratichneumon rufifrons là một loài tò vò trong họ Ichneumonidae.